# 长矛遥控武器系统
长矛（羅馬化：Spis）遥控武器系统是乌克兰制造的一种遥控武器系统。配备一门30毫米机炮。可安装在轻型战斗车辆（APC、IFV等）上。

## 介绍
长矛遥控武器系统（炮塔）是暴风炮塔的改进型，因此无需对车辆进行改动即可安装。
BMP-1TS和获得生产许可证的南非产Mbombe 6车辆均安装了长矛炮塔。

## 特征
炮塔配备一门30毫米2A72机炮（ZTM-1或KBA-1），备弹300发；一门30毫米自动榴弹发射器KBA-117（或AGS-17），备弹125枚；一门7.62毫米KT机枪和两枚ATGM障碍。
炮塔特点：
- 热成像和日间摄像机（光电和光学热成像模块）；
- 激光测距仪；
- 武器稳定器——数字、机电、双向稳定；
- 炮塔的双重控制系统：可以从两个工作场所进行控制——操作员和指挥官。
- 可从“地面”远程控制炮塔。

长矛与其他遥控武器系统不同，不从外部装填弹药，而是内部。开发商表示，这显着提高了装甲战车的作战能力和生存能力。

## 相册

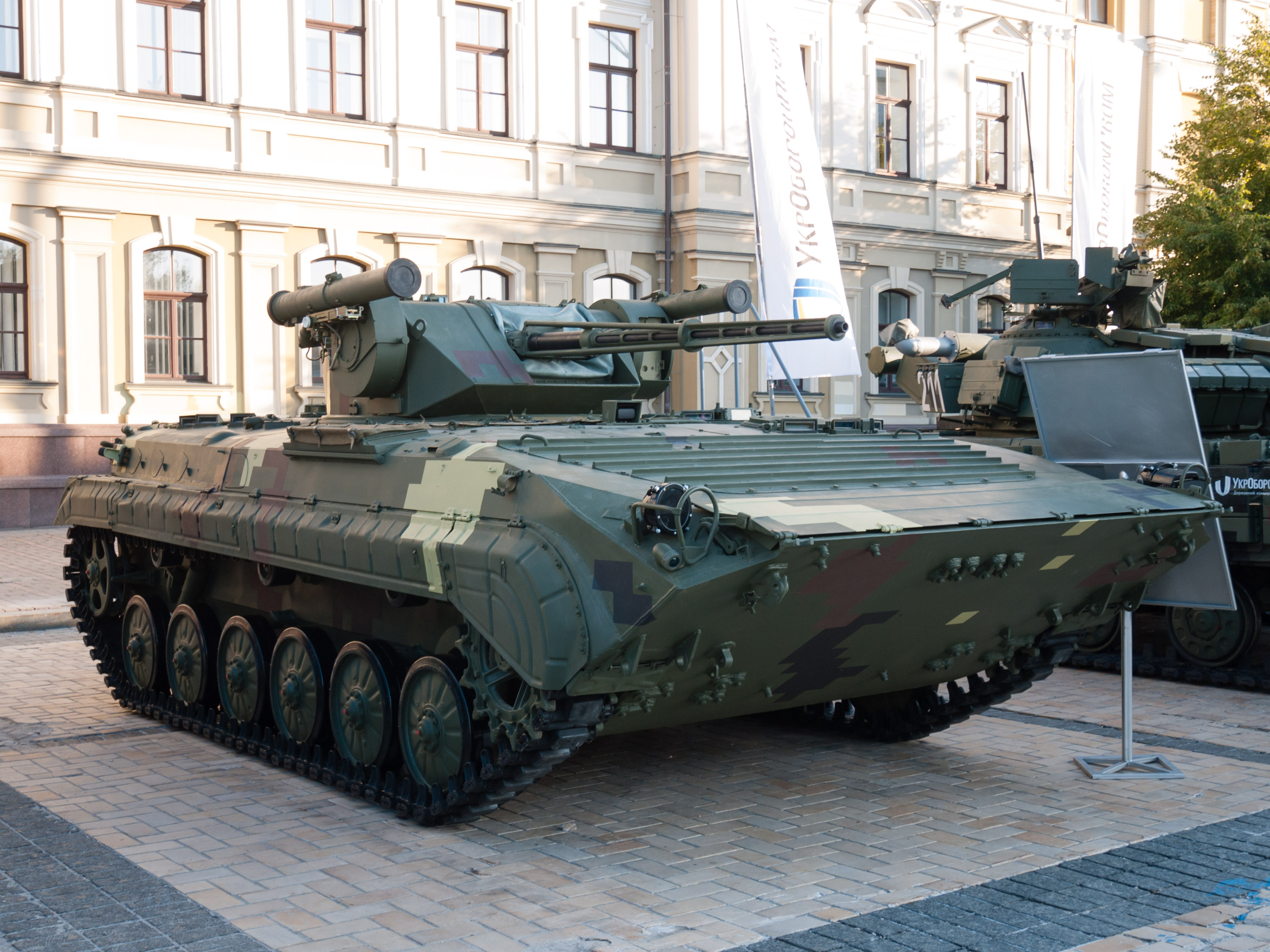
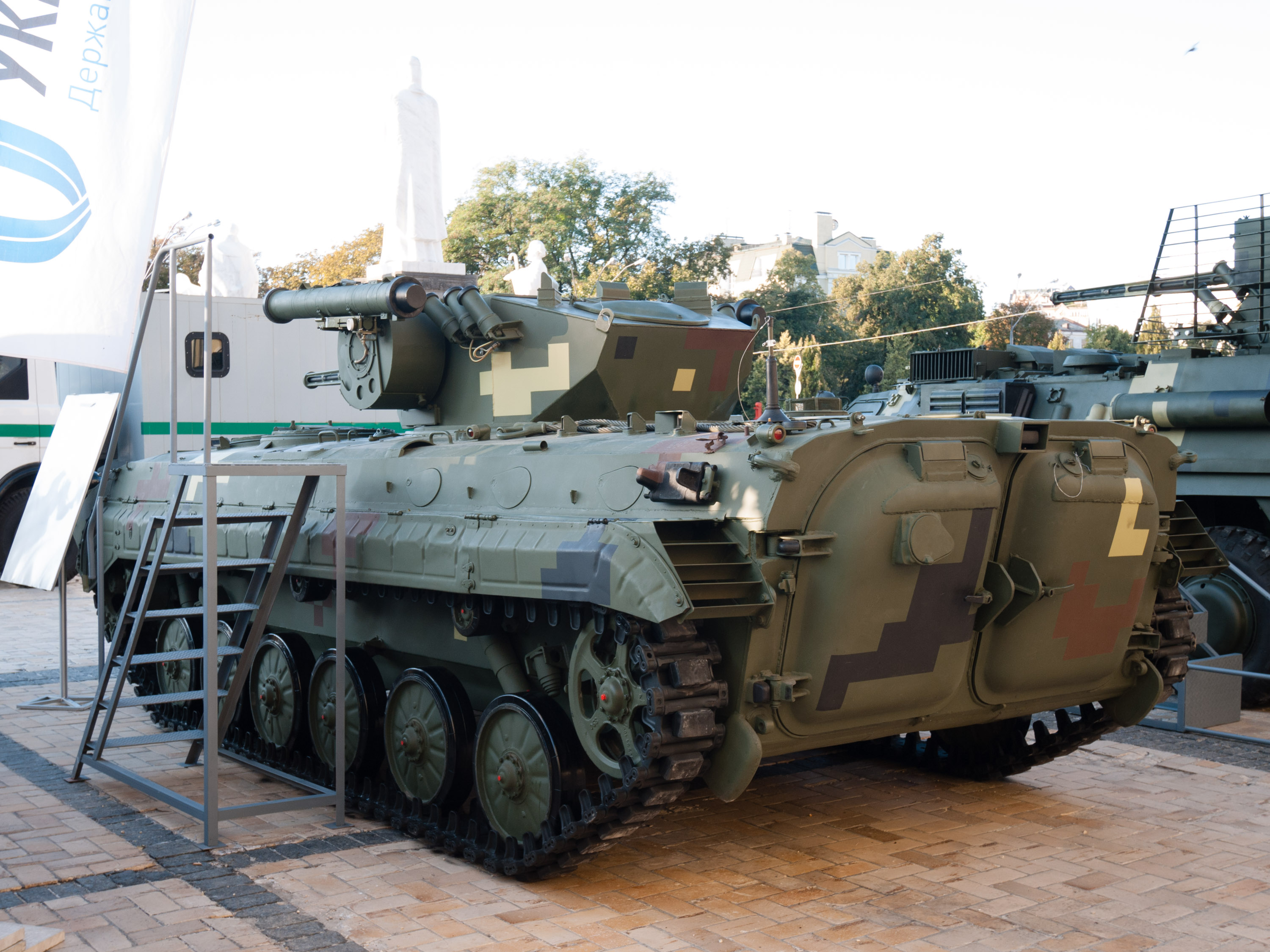
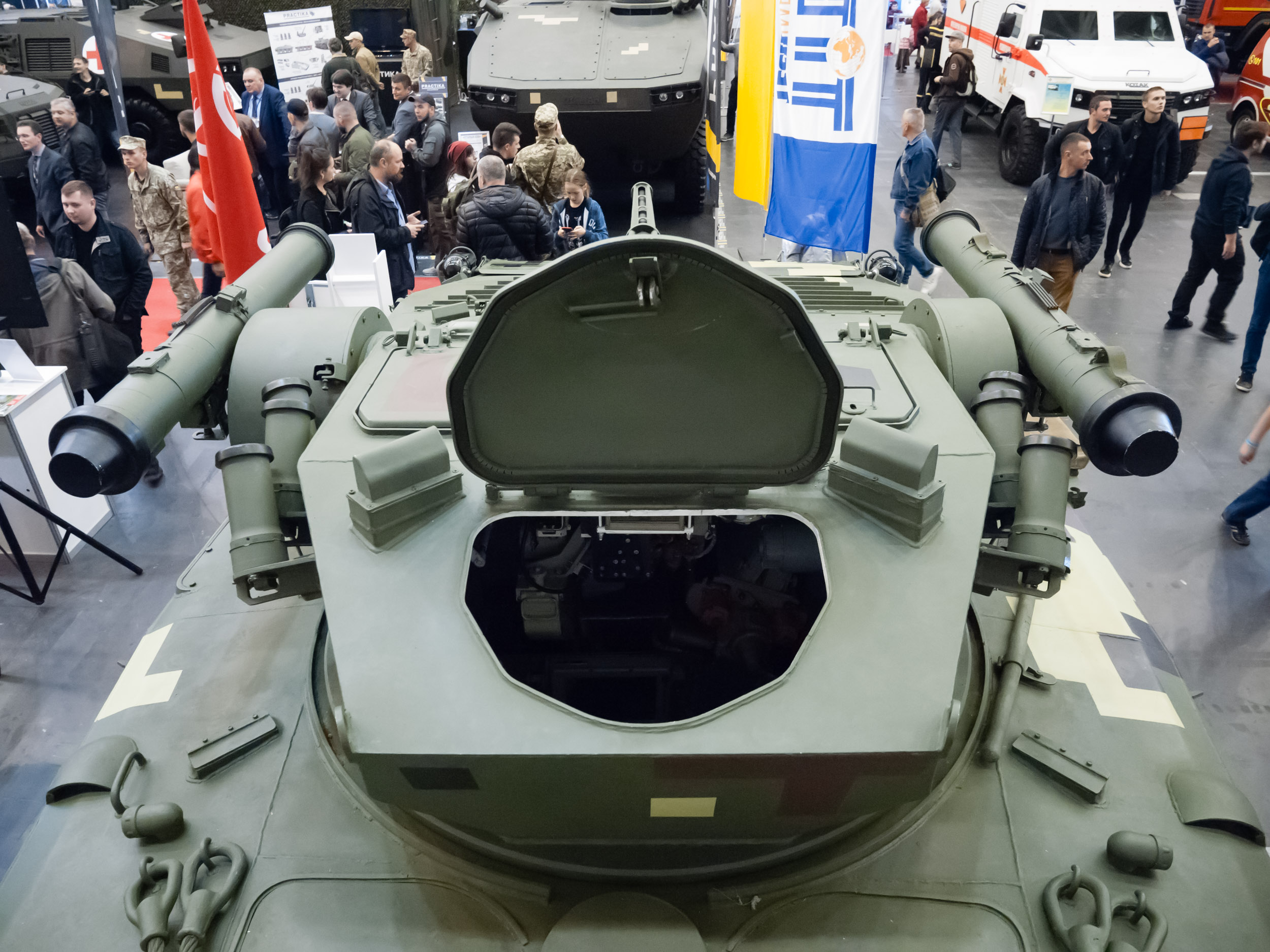
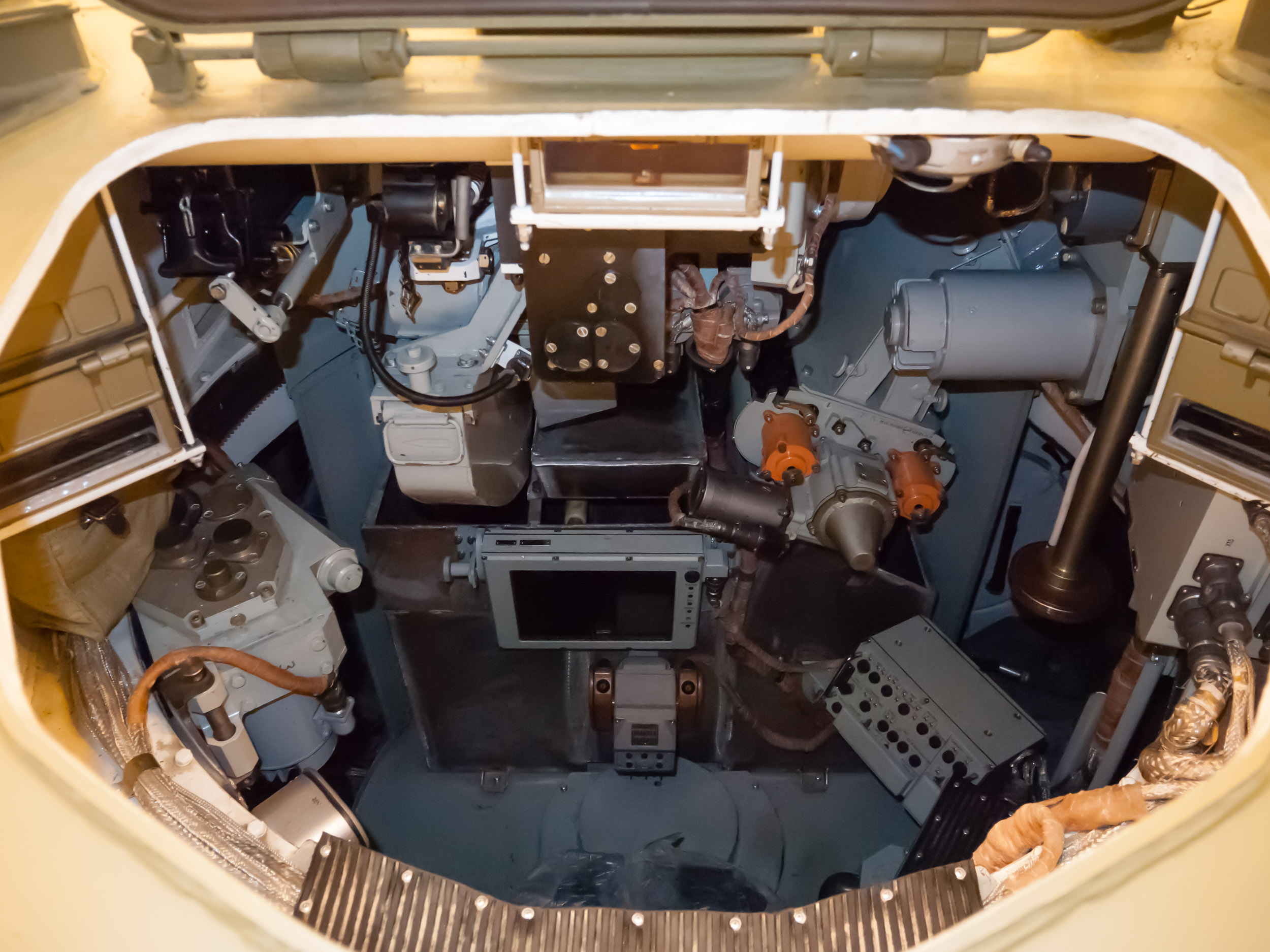
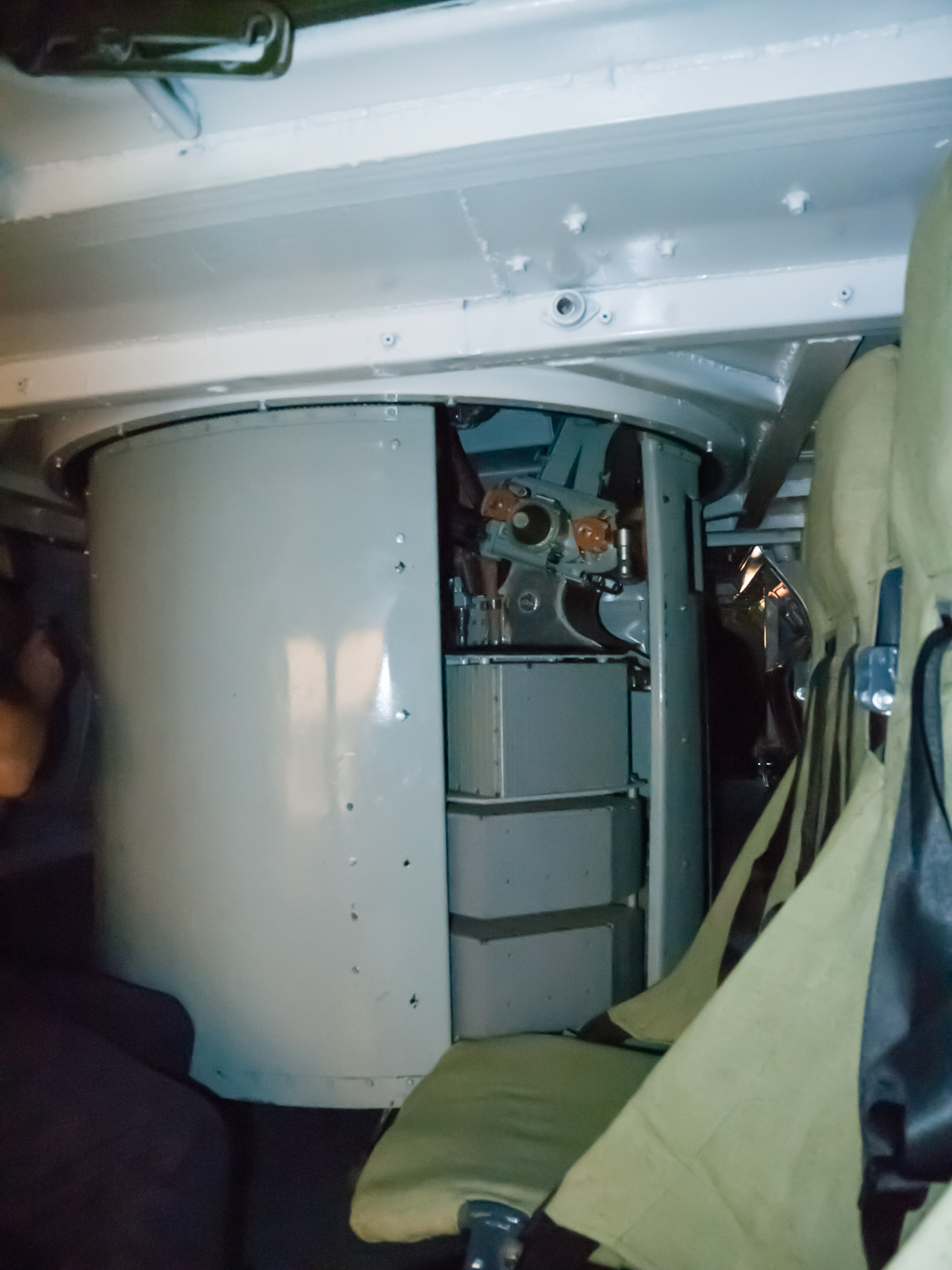
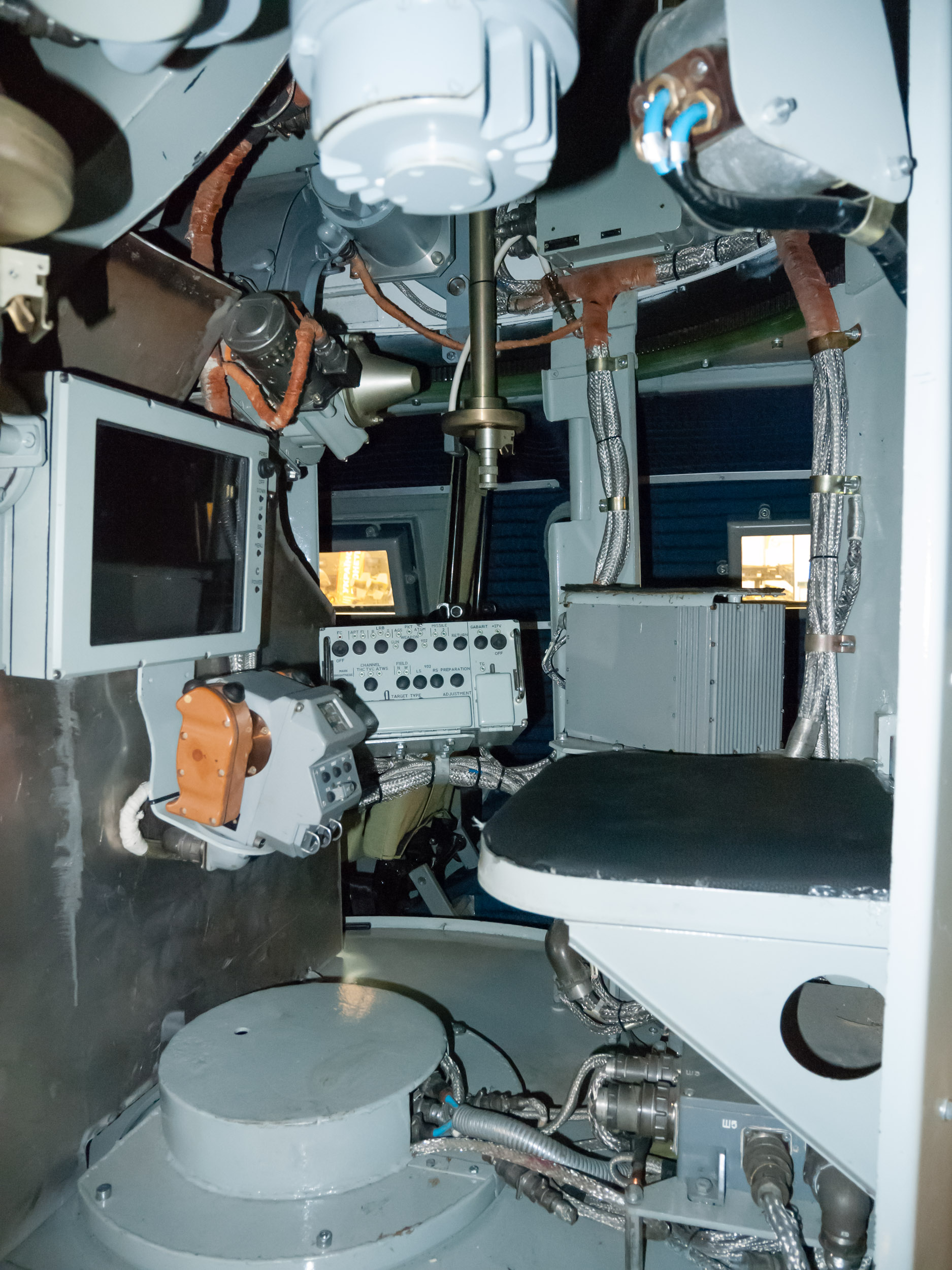
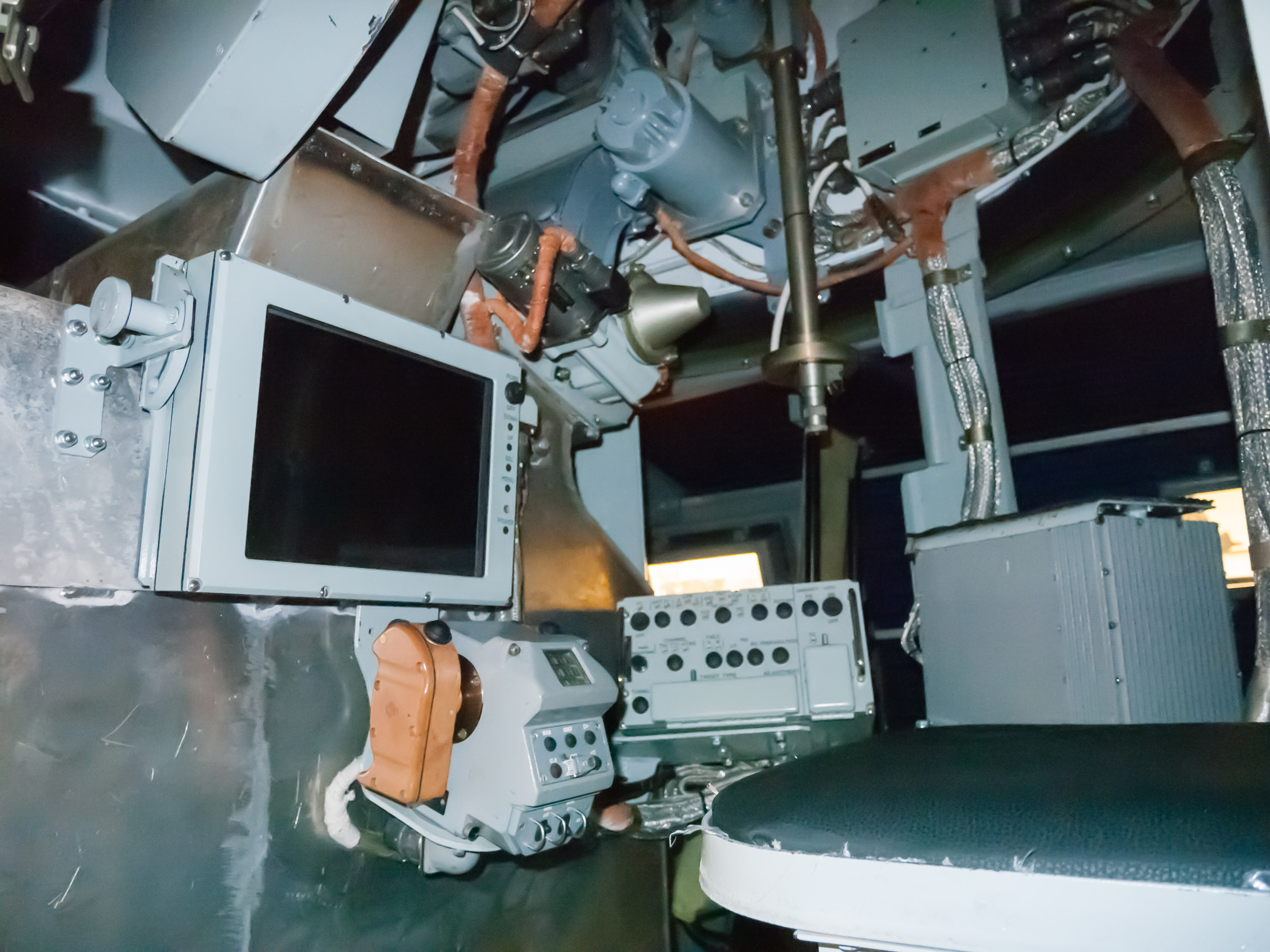

## 引文
1. ↑  . Militarnyi. 2018-10-09  [2024-10-19]. （原始内容存档于2024-11-15）.
2. ↑  . Militarnyi.   [2024-04-18]. （原始内容存档于2024-11-12） （乌克兰语）.
3. 1 2  . stailker.dreamwidth.org.   [2018-09-19]. （原始内容存档于2018-09-19） （英语）.
4. 1 2 3  . defence-ua.com.   [2019-07-18]. （原始内容存档于2022-08-17）.
5. ↑  . Fakty. 2018-09-18  [2018-09-19]. （原始内容存档于2018-09-19）.